# Paramount Parks
Pour les articles homonymes, voir Paramount (homonymie).
Paramount Parks était une société américaine de loisirs qui faisait partie du groupe Viacom. Après plusieurs ventes, les six parcs américains ont été cédés à Cedar Fair Entertainment Company en 2006.
La société attirait au travers de ses différents parcs à thèmes 13 millions de visiteurs.
Plusieurs parcs sous licence Paramount sont actuellement en projet[Quand ?] en Espagne, au Royaume-Uni ou en Corée du Sud.

## Historique
La société est créée en 1992 lorsque Paramount Communications, maison mère de Paramount Pictures, rachète les six parcs américains de la Kings Entertainment Company (KECO) (le parc australien est vendu à un entrepreneur local). Afin d'afficher l'appartenance au groupe, les parcs prennent en 1993 le préfixe « Paramount's ».
En 1994, le conglomérat Viacom achète Paramount Communications et prend directement la direction de Paramount Parks.
À partir de 2001, la société achète la plupart des actions du parc Terra Mítica, ouvert en 2000 et situé à Benidorm dans la province d'Alicante, et en devient le principal actionnaire. Toutefois la société se désengage du parc espagnol dès 2004.
Jusqu'à 2002, Paramount Parks dépend de la division Blockbuster Entertainment de Viacom avant d'être remis sous la tutelle de Paramount Pictures. À la suite d'une restructuration de Viacom en 2004, les parcs passent sous la direction de Viacom Recreation, une division regroupant Nickelodeon et MTV Networks.
En 2006, Viacom décide de se scinder en deux sociétés, un nouveau Viacom et CBS Corporation, origine de la société (Columbia Broadcasting System). Les parcs furent placés sous la direction de CBS Corporation mais dès le 7 janvier la société annonce que les parcs d'attractions ne sont pas dans son corps de métier.

### Vente à Cedar Fair
Le 27 janvier 2006, CBS Corporation annonce son intention de vendre Paramount Parks en raison de l'inadéquation de domaine des parcs de loisirs son métier de base, la production et la distribution de contenu télévisuel. Plusieurs groupes se sont déclarés intéressés par l'achat des parcs et placèrent plusieurs offres.
Le 22 mai 2006, CBS annonce que c'est la société Cedar Fair Entertainment Company qui a été choisi pour le rachat des parcs Paramount, de Star Trek: The Experience (en) et la gestion de Bonfante Gardens.
Le 30 juin 2006, Cedar Fair annonce avoir complété l'acquisition de Paramount Parks à CBS Corporation pour une somme de 1,24 milliard de dollars. Peu après, Cedar Fair déménagea le siège social de Paramount Parks à Charlotte dans les siens, situés à Sandusky, Ohio. Les préfixes « Paramount » placés devant les noms des parcs furent aussi retirés dès la saison 2007. Les parcs retrouvèrent pour la plupart leurs noms d'avant la période Paramount et le logo de Cedar fair fut simplement ajouté en dessous.

## Anciennes propriétés et gérances
- Paramount's Great America, en Californie
  - Boomerang Bay (parc aquatique)
- Paramount's Carowinds, en Caroline du Nord
  - Boomerang Bay (parc aquatique)
- Paramount's Kings Island, dans l'Ohio
  - Boomerang Bay (parc aquatique)
- Paramount's Kings Dominion, en Virginie
  - WaterWorks (parc aquatique)
- Paramount's Canada's Wonderland, en Ontario
  - Splash Works (parc aquatique)
- Star Trek: The Experience (en), une attraction à Las Vegas
- Bonfante Gardens à Gilroy (gérance)
- Terra Mítica  (Alicante, Espagne) [1], revendu à la Communauté valencienne en 2004
- Raging Waters (San Jose, Californie); racheté en 1999 par la Ogden Corporation[2], puis par Palace Entertainment